# Foul Point
Der Foul Point (englisch für Üble Spitze, in Argentinien Punta Peligrosa ‚Gefährliche Spitze‘) ist eine Landspitze mit vorgelagerten Klippen vor der Nordküste von Coronation Island im Archipel der Südlichen Orkneyinseln. Sie liegt als östlicher Ausläufer von Yordanov Island auf der Ostseite der Einfahrt zur Ommanney Bay. Die Landspitze gehörte zur Antarctic Specially Protected Area Nr. 114, deren Schutzstatus jedoch am 5. August 2014 aufgehoben wurde.
Der britische Robbenfängerkapitän George Powell und sein US-amerikanisches Pendant Nathaniel Palmer sichteten diese Landspitze im Dezember 1821 bei ihrer gemeinsamen Erkundungsfahrt zu den Südlichen Orkneyinseln. Der Name der Landspitze ist auf Powells Landkarte aus dem Jahr 1822 enthalten. Der Benennungshintergrund ist nicht überliefert.